# Саидов, Рустам Тухтасинович
Руста́м Тухтаси́нович Саи́дов (узб. Rustam Toʻxtasinovich Saidov; 6 февраля 1978, Душанбе) — узбекский боксёр и тренер, выступавший в супертяжёлой весовой категории. Выступал за сборную Узбекистана в 2000-е годы, участник двух Олимпийских игр, бронзовый призёр Олимпийских игр (2000), обладатель бронзовой медали чемпионата мира, двукратный чемпион Азиатских игр, чемпион Азии, многократный победитель и призёр национального первенства. Удостоен почётных званий «Заслуженный спортсмен Республики Узбекистан» и «Узбекистон ифтихори».

## Биография
Рустам Саидов родился 6 февраля 1978 года в городе Душанбе. В детстве активно занимался гандболом, но в возрасте четырнадцати лет сделал выбор в пользу бокса, переехал в Самарканд и тренировался под руководством таких специалистов как Николай Анфимов и Михаил Романчук. Впервые заявил о себе в 1997 году, когда выиграл серебряную медаль на первенстве Узбекистана, позже был в числе призёров ещё нескольких престижных турниров, в том числе был лучшим на Центральноазиатских играх 1999 года в Бишкеке. В 2000 году окончил Узбекский государственный институт физической культуры, получил специальность тренер-преподаватель. Благодаря победам на внутреннем первенстве вскоре стал попадать во взрослую сборную и удостоился права защищать честь страны на летних Олимпийских играх в Сиднее, дошёл там до стадии полуфиналов, но проиграл по очкам казаху Мухтархану Дильдабекову и вынужден был довольствоваться бронзовой наградой. В 2002 году завоевал золотую медаль на Азиатских играх в Масане, в следующем сезоне съездил на чемпионат мира в Бангкок, где выиграл бронзу — в полуфинале был побеждён Александром Поветкиным.
Оставаясь лидером сборной в супертяжёлом весе, Саидов соревновался на Олимпиаде 2004 года в Афинах, однако в первом же матче уступил кубинцу Микелю Лопесу Нуньесу — судьи зафиксировали счёт 13:18. На чемпионате мира 2005 года в Китае на ранней стадии проиграл российскому левше Роману Романчуку, тем не менее, на чемпионате Азии в Хошимине добился серебряной награды. На Азиатских играх 2006 года в Дохе вновь стал чемпионом, ещё через год выиграл чемпионат Азии в Улан-Баторе, при всём при том, на первенстве мира опять вылетел на ранней стадии турнира. В настоящее время Рустам Саидов выступает в Полупрофессиональной лиге бокса за корейскую команду «Пхохан Посейдонс», встречался в рамках лиги с азербайджанцем Магомедрасулом Меджидовым, но потерпел поражение нокаутом в третьем раунде.